# Scarus viridifucatus
Scarus viridifucatus là một loài cá biển thuộc chi Scarus trong họ Cá mó. Loài này được mô tả lần đầu tiên vào năm 1956.

## Từ nguyên
Từ định danh của loài được ghép bởi hai từ trong tiếng Latinh: viridis ("xanh lục") và fucatus ("có màu sắc"), không rõ hàm ý, nhiều khả năng là đề cập đến màu xanh lục trên cơ thể cá đực.

## Phạm vi phân bố và môi trường sống
S. viridifucatus được ghi nhận từ bờ tây Yemen, trải dài dọc theo vùng bờ biển Đông Phi đến Mozambique, bao gồm Madagascar và hầu hết các đảo quốc trên Ấn Độ Dương, và từ biển Andaman trải dài về phía nam đến các đảo Sumatra, Java, Bali và Sulawesi của Indonesia.
Môi trường sống của S. viridifucatus là các rạn san hô viền bờ, có khi trong các thảm cỏ biển ở độ sâu đến ít nhất là 15 m.

## Mô tả
S. viridifucatus có chiều dài cơ thể tối đa được biết đến là 45 cm. Cá đực thường có các răng nanh ở phía sau phiến răng của cả hai hàm; cá cái thường không có răng nanh.
Cá đực có màu xanh lục; vảy có các vạch màu hồng. Mõm có một vùng màu xanh bao quanh miệng, lan rộng xuống dưới cằm. Vây lưng và vây hậu môn cùng hai thùy đuôi có dải viền xanh lam. Hai thùy đuôi có màu cam. Cá cái có màu nâu sẫm, đôi khi lốm đốm các hàng chấm trắng.
Số gai vây lưng: 9; Số tia vây ở vây lưng: 10; Số gai vây hậu môn: 3; Số tia vây ở vây hậu môn: 9; Số tia vây ở vây ngực: 13–15.

## Sinh thái học
Thức ăn của S. viridifucatus chủ yếu là tảo. Chúng thường sống đơn độc gần các rạn san hô, hoặc bơi cùng với những loài cá khác khi kiếm ăn. Loài này được đánh bắt để làm thực phẩm.